# Martine Pouchain

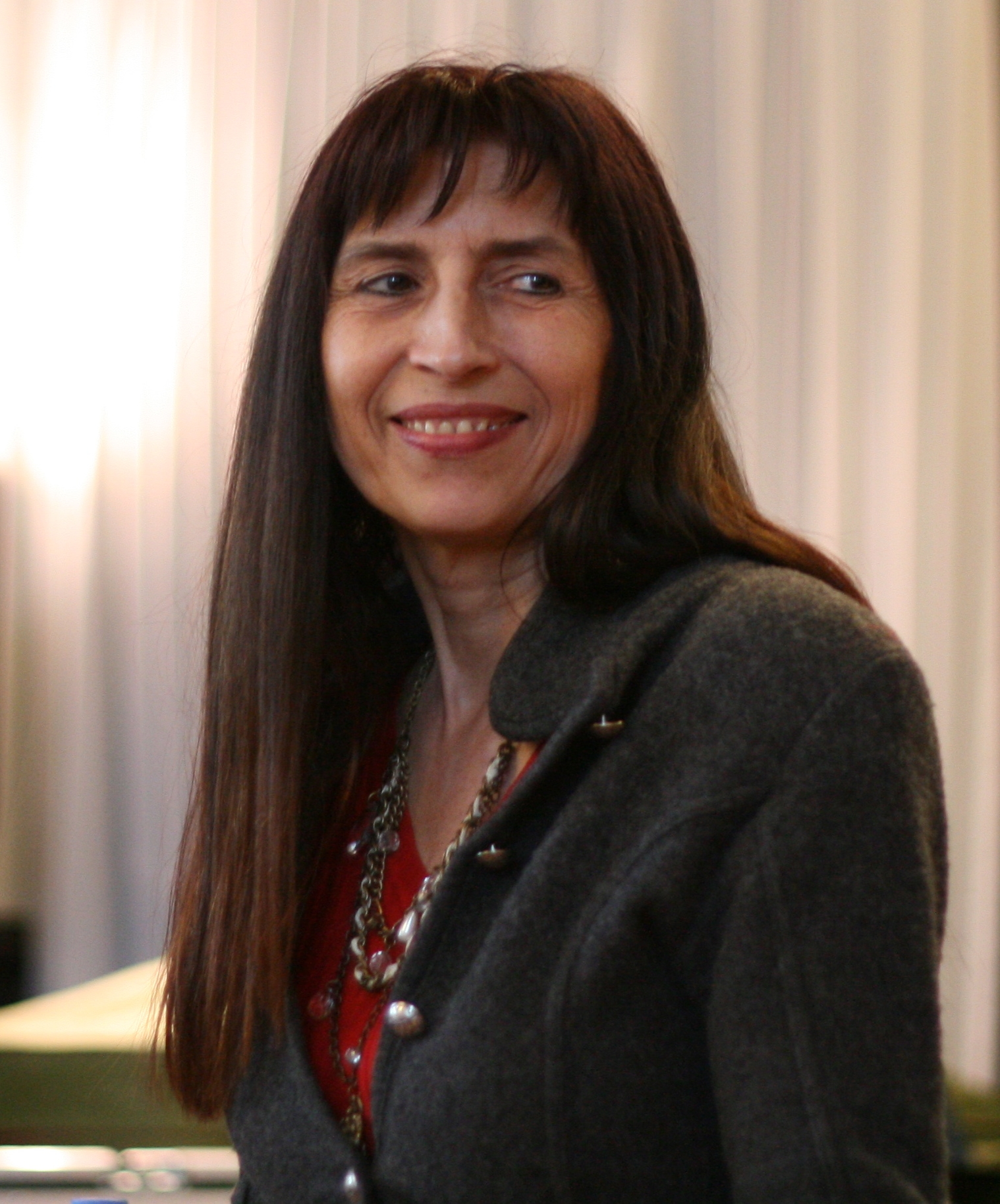
Martine Pouchain, 2009

Martine Pouchain (* 4. Juni 1963  auf Amiens) ist eine französische Schriftstellerin, die auf Jugend- und Kinderliteratur spezialisiert ist.

## Leben
Pouchain lebte in der Picardie, in Sologne, in Burgund, in Paris und wieder in der Picardie. Nach Erlangen des Baccalauréats arbeitete sie unter anderem als Kassiererin, Verkäuferin und Maklerin. Im Oktober 2000 veröffentlichte sie bei Gallimard ihr erstes Buch, Meurtres à la cathédrale. Ihr Werk Chevalier B. war 2009 für den Prix des lycéens allemands nominiert.